# Сапега, Мария
Княгиня Мария Кристина Сапега, урожд. Здзиховская (26 апреля 1910, Суховоля — 1 апреля 2009, Польша) — польская общественная деятельница. Соучредитель и президент Фонда «Ex Animo».

## Биография
Представительница польского дворянского рода Здзиховских герба «Равич». Дочь польского политика и министра финансов Ежи Здзиховского и Марты Блавдзевич.
11 сентября 1934 года в Варшаве вышла замуж за польского офицера, князя Яна Анджея Сапегу (1910—1989).
Она училась в Великобритании и Франции. В 1937 году вместе с мужем переехала из Скидель в Ружанской пуще. В Ружанах Мария открыла детский садик и школу для девочек из бедных семей.
Во время Второй мировой войны Мария Сапега находилась за пределами Польши. Вначале вместе с мужем эмигрировала в Литву, а оттуда перебралась во Францию, где вступила в ряды Движения Сопротивления. Второе отделение Генерального штаба Войска Польского отправило её с миссией в Италию. Три года провела в заключении в Италии и Германии, после окончания войны переехала в Лондон. Позднее создала Фонд «Помощь Польским детям».
В 1980-е годы Мария Сапега поддерживала «Medical Aid for Poland» и «Polską Macierz Szkolną» в Англии. В период третьей республики также организовала Фонд «Ius et Lex».
В 1992 году Мария Сапега переехала в независимую Польшу. Также занималась благотворительностью в Фонде «Ex Animo» для помощи детям, больным онкологией.
В 1962 году итальянская газета «il Giornale» назвала её польской Матой Хари. В 2008 году вышла в свет книга «Moje życie, mój czas, zawierająca wspomnienia Marii Sapieżyny».
В 2003 году Мария Кристина Сапега приезжала в Белоруссию, где помогала восстанавливать ружанский Троицкий костёл.

## Награды
Мария Кристина Сапега получила Офицерский Крест Ордена Возрождения Польши и французский Военный Крест с Серебряной Звездой. 9 июня 2003 года была награждена Орденом Улыбки.
15 апреля 2009 года президент Польши Лех Качиньский дал ей посмертно Командорский Крест со Звездой Ордена Возрождения Польши.
В 2005 году Мария Сапега была членом почетного комитета поддержки Леха Качиньского в президентских выборах.
Она умерла 1 апреля 2009 года, оставив трёх сыновей: Яна Павла, Ежи Анджея и Петра Евстафия.
Была похоронена на кладбище Воинские Повонзки в Варшаве.